# Evangelische Kirche Dahl

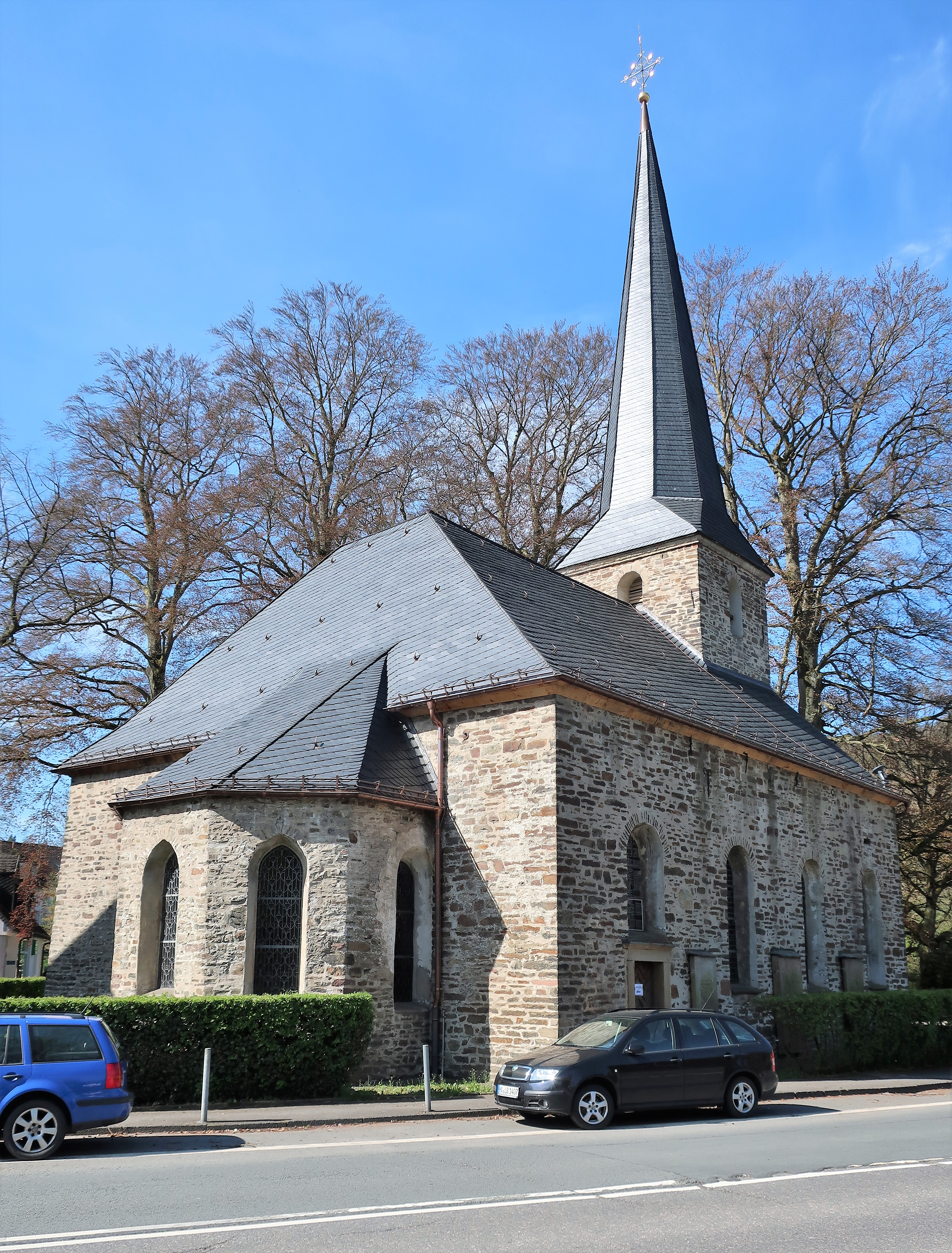
Evangelische Kirche Dahl

Die denkmalgeschützte Dorfkirche Dahl steht in Dahl, einem Ortsteil der kreisfreien Stadt Hagen in Nordrhein-Westfalen. Die Kirche gehört zur Auferstehungskirchengemeinde im Kirchenkreis Hagen der Evangelischen Kirche von Westfalen.

## Beschreibung
Von der aus Bruchsteinen gebauten Saalkirche aus dem 13. Jahrhundert sind das untere Geschosse des Kirchturms im Westen, die Apsis mit Fünfachtelschluss und die 1377 nach Süden an das Langhaus angebaute Kapelle zur Unterbringung eines Altars erhalten. Nach einem Brand wurde die Kirche 1730 wiederhergestellt. Dabei wurde das erste Geschoss des Kirchturms in das Langhaus integriert, dessen Seitenwände erhöht wurden. Bedeckt wurde der Kirchturm mit einem achtseitigen Knickhelm. 
Der Innenraum des Langhauses ist mit einer umlaufenden hölzernen Empore ausgestattet, deren Brüstung durch Säulen unterteilt ist. Zur Kirchenausstattung gehören ein Altarretabel von 1774, eine achteckige Kanzel von 1730, auf deren Schalldeckel ein Pelikan sitzt, und ein Taufbecken von 1696. Die Kirchenbänke tragen die Namen ihrer jeweiligen Besitzer.